# Deah Glumpang
Deah Glumpang is een bestuurslaag in het regentschap Banda Aceh van de provincie Atjeh, Indonesië. Deah Glumpang telt 738 inwoners (volkstelling 2010).